# 4743 Kikuchi
4743 Kikuchi (1988 DA) là một tiểu hành tinh vành đai chính được phát hiện ngày 16 tháng 2 năm 1988 bởi Tetsuya Fujii và Kazuro Watanabe ở Kitami.